# Міська премія імені Василя Павлюка в галузі народного мистецтва (Рівне)
Міська премія імені Василя Павлюка в галузі народного мистецтва (Рівне) — найвища в місті творча відзнака митців. Заснована 2014 року.

## Історія премії
Міська премія імені Василя Павлюка заснована відповідно до розпорядження міського голови від 27.02.2014 року № 151-р «Про міську премію імені Василя Павлюка в галузі народного мистецтва».
Премія спрямована на підтримку людей мистецтва, присуджується за кращі здобутки народних митців.
Перший лауреат премії 2014 року — фольклорний гурт «Горина» Рівненського державного гуманітарного університету.

## Положення про премію
1. Міська премія імені Василя Павлюка (далі премія) є найвищою в місті відзнакою в галузі народного мистецтва.
2. Премія присуджується за кращі здобутки (доробки) майстрів (виконавців) традиційного народного мистецтва, що утверджують гуманістичні ідеали українського народу, збагачують його історичну пам'ять, національну свідомість та самобутність, відроджують і збагачують національну (регіональну) культуру, за діяльність, що сприяє виявленню, фіксації, збереженню та популяризації етнокультурної спадщини та регіональних особливостей українського народу.
3. Премія присуджується до дня народження Василя Михайловича Павлюка 14 серпня, починаючи з 2014 року у розмірі 10 (десять) тисяч гривень.
4. На здобуття премії щорічно висуваються творчі доробки претендентів, виконані (оприлюднені) протягом останніх трьох років, але не пізніше, ніж за три місяці до його висування на здобуття премії; мають позитивні рецензії, відгуки у засобах масової інформації.
5. Пропозиції щодо претендентів на здобуття премії подаються органами державної виконавчої влади та місцевого самоврядування, творчими спілками, культурно-мистецькими закладами, музеями, науковими та навчальними закладами, громадськими організаціями, самовисуванням.
6. Пропозиції щодо претендентів на здобуття премії подаються до управління культури і туризму виконавчого комітету Рівненської міської ради до 1 липня поточного року за адресою м. Рівне, вул. Кавказька,15
7. На здобуття премії подаються документи:- клопотання про присудження премії;- матеріали, що засвідчують творчий доробок претендента: фотографії, репродукції, аудіо та відеозаписи, CD диски, друкована продукція, інше;- ксерокопії публікацій, відгуків у засобах масової інформації;- характеристика претендента на здобуття премії та його фотокартка;- копія паспорта та ідентифікаційного номера претендента (коли претендентом є колектив — копія паспорта його керівника).
8. Днем висунення претендента на здобуття премії вважається день реєстрації в управління культури і туризму документів, зазначених у пункті 7 цього Положення.
9. Премією нагороджуються митці, що народилися, проживають або тривалий час працювали в м. Рівному.
10. Повторно премія може присуджуватись не раніше ніж через десять років після попереднього присудження.
11. Для розгляду поданих документів, зазначених у пункті 7 цього положення, визначення та нагородження претендентів, утворюється Комітет із присудження міської премії імені Василя Павлюка у складі 13 осіб, у тому числі відповідального секретаря, який бере участь у засіданнях Комітету без права голосу.
12. Персональний склад комітету затверджується розпорядженням міського голови.
13. Члени Комітету, в разі розгляду їх як претендентів на здобуття Премії, не мають права голосу.
14. Не допускається включення до творчого колективу осіб, які виконували адміністративні, організаторські чи консультативні функції.
15. Комітет проводить розгляд, обговорення, оцінку творів (доробків) та визначення лауреатів премії.
16. Рішення комітету про присудження премії приймається таємним голосуванням присутніх членів Комітету. У разі, якщо при голосуванні результати розділилися порівну, то голос головуючого є ухвальним.
17. Результати роботи Комітету оформляються протоколом, який підписують всі присутні члени.
18. Засідання Комітету є правочинним, якщо на ньому присутні неменше, як дві третини його складу.
19. Виплата Премії здійснюється відповідно до розпорядження міського голови на підставі рішення Комітету та виплачується за рахунок коштів, передбачених управлінню культури і туризму виконавчого комітету Рівненської міської ради.
20. Комітет діє на громадських засадах.
21. Комітет очолює голова — заступник міського голови з гуманітарних питань.
22. Основною формою роботи Комітету є засідання.
23. Організаційне забезпечення роботи Комітету, у тому числі прийом та підготовку документів, зазначених у пункті 7 цього положення, здійснює відповідальний секретар Комітету.
24. Особам, якім присуджується Премія, присвоюється звання лауреатів премії імені Василя Павлюка, вручається диплом, нагрудний знак, та грошова винагорода.
25. У разі, якщо премія присуджена кільком особам, кожен лауреат отримує диплом, нагрудний знак, а грошова винагорода ділиться між ними порівну; якщо творчому колективу — колектив отримує диплом, грошову винагороду, а кожен член колективу — нагрудний знак.
26. Диплом, нагрудний знак та премія вручається лауреатам за урочистих обставин міським головою або його заступником в день Незалежності України, день міста Рівного.
27. Премія може бути присвоєна посмертно. У даному випадку диплом, нагрудний знак та грошова винагорода в ручається членам родини.
28. У разі не визначення гідного претендента, Комітет має право не присуджувати її в поточному році.
29. Управління культури і туризму спільно з лауреатами премії організовують презентацію творчого доробку та висвітлюють діяльність лауреатів щорічно на день Незалежності України та день міста Рівного.
30. Управлінню культури і туризму, спільно з відділом інформаційно-аналітичного забезпечення ради та виконкому широко висвітлювати в засобах масової інформації матеріали про лауреатів премії[2].

## Диплом та Почесний знак лауреата
Особам, удостоєним премії, присвоюється звання лауреата Міської премії імені Василя Павлюка в галузі народної творчості та вручаються Диплом і Почесний знак лауреата.
Диплом лауреата Міської премії імені Василя Павлюка в галузі народної творчості являє собою аркуш формату А4 білого кольору, на лицьовому боці якого вміщено портрет Василя Павлюка та розташовано напис «Диплом лауреата міської премії імені Василя Павлюка». Аркуш облямовано лиштвою із зображенням українського орнаменту в червоно-білих кольорах.
Почесний знак лауреата Міської премії імені Василя Павлюка виготовляється з металу і має форму круглої медалі. На ній — стилізований елемент українського вишиваного рушника з символічними ромбами, що дублює орнамент на облямівці диплому, та напис «Лауреат премії імені Василя Павлюка». Почесний знак за допомогою вушка і кільця з'єднується з планкою зі смугами блакитного, зеленого і білого кольору.

## Лауреати міської премії імені Василя Павлюка в галузі народного мистецтва
2014 
- Фольклорний ансамбль «Горина» Рівненського державного гуманітарного університету[1]

2015 
- Ковальчук Віктор Павлович — фольклорист, збирач та дослідник традиційної культури поліського краю, ініціатор створення Етнокультурного центру «Веснянка» Рівненського Палацу дітей та молоді[1]

2016 
- Цапун Раїса Володимирівна — педагог, фольклорист, етнограф, збирачка та виконавиця народних пісень[1]

2017 
- Ковальчук Алла Павлівна, Ковальчук Юрій Васильович — фольклористи, керівники зразкового дитячого гуртку традиційного поліського співу «Ранкові роси»[1]

2018
- Приймачук Катерина Аркадіївна — етнограф, фольклорист, збирач і популяризатор декоративно-прикладного мистецтва[1]

2019
- Українець Алла Миколаївна — етнограф, краєзнавець, музейний фахівець, дослідник народних промислів та ремесел Волині та Полісся, автор  книги "Традиційний одяг Рівненщини"[3]

2020
- Кисіленко Вікторія Никифорівна — майстриня з писанкарства, флористики, дитячої поліської іграшки[4]
- Сливчук Ірина Остапівна — фольклористка, співачка, виконавиця традиційної музики Західного Полісся, керівник співочих гуртів Етнокультурного центру Рівненського міського Палацу дітей та молоді[4]

2021
- Сайчишин Анатолій Федорович — фольклорист, скрипаль, дослідник традиційної музики Рівненського Полісся, очільник інструментальних гуртів Етнокультурного центру Рівненського міського Палацу дітей та молоді[5]
- Рябунець Орися Іванівна — майстриня декоративно-прикладного мистецтва (художньої вишивки та виробів з бісеру), педагог і популяризатор народної вишивки[5]

2022
- Ляшук Андрій Володимирович — лірник, виконавець, реконструктор, дослідник та популяризатор традиційної інструментальної і вокальної музики Волині і Полісся. Учасник гурту "Сільська музика" Етнокультурного центру Рівненського міського Палацу дітей та молоді[6]

## Комітет з міської премії імені Василя Павлюка
Для розгляду поданих документів, зазначених у пункті 7 цього Положення, визначення та нагородження претендентів, утворюється комітет із присудження міської премії імені Василя Павлюка у складі 13 осіб, у тому числі відповідального секретаря, який бере участь у засіданнях комітету без права голосу.